# 메테 가조즈
메테 가조즈(튀르키예어: Mete Gazoz, 1999년 6월 8일~)는 튀르키예의 양궁 선수이다. 2020년 하계 올림픽 양궁 남자 개인전 결승에서 이탈리아의 마우로 네스폴리를 상대로 승리하면서 튀르키예 양궁 선수로는 최초로 올림픽 금메달을 획득했다.

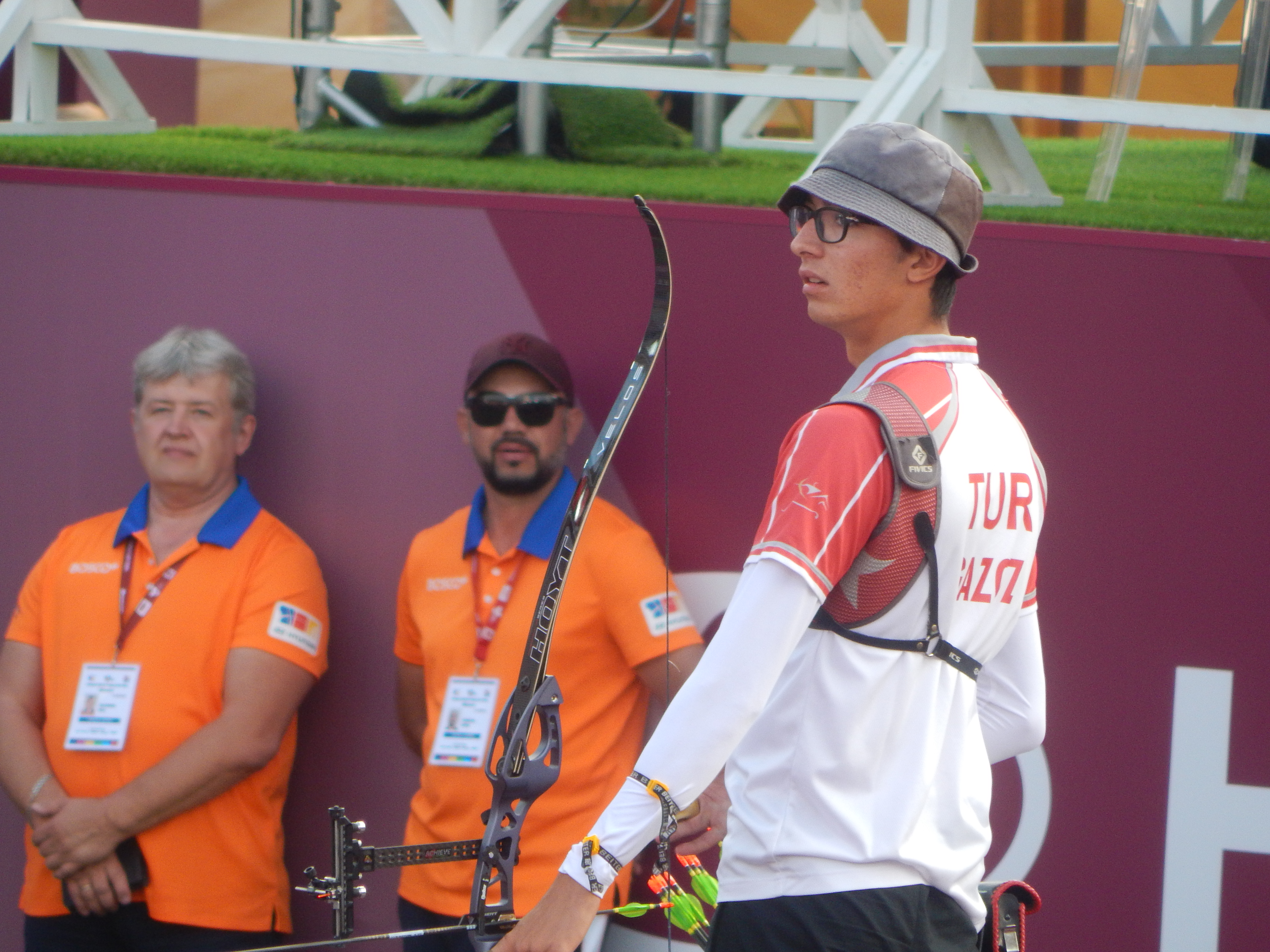
2019년 모스크바 양궁 월드컵 파이널 당시의 가조즈